# 小行星8076
小行星8076（8076 Foscarini）是一颗围绕太阳公转的小行星。1985年9月15日，亨利·德波鸿诺在拉西拉天文台发现了此天体。
这颗小行星的绝对星等为334.5726370190451等。